# Manfred Thiere
Manfred Thiere (* 1. November 1930) ist ein ehemaliger deutscher Fußballspieler. Für diverse Mannschaften in Altenburg spielte er von 1949 bis 1952 in der DDR-Oberliga, der höchsten Spielklasse im DDR-Fußball.

## Sportliche Laufbahn
In der Jugendmannschaft der Sportgemeinschaft (SG) Altenburg Nord begann Manfred Thiere 1946 seine Laufbahn im organisierten Fußball. 1949 wurde er mit der 1. Mannschaft Thüringer Vizemeister, die sich damit für die erste Saison der neu gegründeten Fußball-Ostzonenliga qualifizierte. Erst nachdem im Laufe der Saison 1949/50 der Altenburger Mannschaft, die nun als Zentrale Sportgemeinschaft (ZSG) antrat, mehrere Spieler ausgegangen waren, kam Thiere am 13. Spieltag zu seinem ersten Ligaeinsatz. Er erzielte dabei auch sein erstes Tor in der Zonenliga, dem er ein zweites am 16. Spieltag folgen ließ, kam aber bis zum Saisonende als Stürmer insgesamt nur auf acht Punktspieleinsätze. Obwohl er in den letzten fünf Ligaspielen nicht mehr aufgeboten worden war, setzte ihn Spielertrainer Herbert Klemig im Relegationsspiel um den Klassenerhalt wieder im Angriff ein. Die Begegnung gegen Anker Wismar endete mit einem 3:2-Sieg der Altenburger. Die Saison 1950/51, in der es nach Gründung der neuen zweitklassigen DDR-Liga zur Umbenennung in DDR-Oberliga kam, und in der die ZSG in die Betriebssportgemeinschaft (BSG) Stahl umgewandelt wurde, verlief für Thiere zunächst verheißungsvoll. Von Beginn an als Stürmer eingesetzt, hatte er bis zum 6. Spieltag bereits acht Tore erzielt und fehlte bei den folgenden 15 Punktspielen nur zweimal. Danach aber fiel er für den Rest der Saison aus, wurde jedoch mit seinen letztlich zehn erzielten Treffern zum zweitbesten Torschützen seiner Mannschaft, die während der Saison in die Betriebssportgemeinschaft (BSG) Stahl umgewandelt worden war. Den Durchbruch zum Stammspieler schaffte Thiere in der Spielzeit 1951/52, in der 36 Runden zu absolvieren waren. Thiere wurde in 33 Spielen wieder im Angriff eingesetzt und kam zu vier Toren. Die BSG musste jedoch absteigen und spielte danach mehrere Jahre in der DDR-Liga.
Zur Saison 1952/53 traten die Altenburger unter neuem Namen als BSG Motor an. In der DDR-Liga waren 24 Spiele zu absolvieren, von denen Thiere 21 bestritt und erneut auf vier Treffer kam. Auch in den beiden folgenden Spielzeiten konnte er seinen Status als Stammspieler behaupten, bei insgesamt 52 ausgetragenen Ligaspielen kam er 44-mal zum Einsatz, war aber nur noch 1954/55 mit einem Tor erfolgreich. Als im Herbst 1955 im DDR-Fußball vom Sommer-Frühjahr-Spielrhythmus auf die Kalenderjahr-Saison umgestellt wurde, war in der DDR-Liga eine 13-Spiele-Übergangsrunde zu absolvieren, in der Thiere alle Begegnungen, allerdings ohne Tor, bestritt. Nachdem er 1956 noch in 22 der 26 Ligaspiele eingesetzt worden war, spielte er 1957 nur noch achtmal in der DDR-Liga, ohne dass ihm ein Tor gelang. Danach beendete Manfred Thiere im Alter von 27 Jahren seine Laufbahn als Fußballspieler, in der er 60 Erstligaspiele mit 16 Toren und 108 Spiele in der zweitklassigen DDR-Liga mit neun Toren bestritten hatte. Als Nachwuchstrainer engagierte er sich danach weiter im Altenburger Fußball.